# Gand-Wevelgem espoirs 2016
La 76e édition de Gand-Wevelgem espoirs a eu lieu le 27 mars 2016. La course fait partie du calendrier UCI Europe Tour 2016 en catégorie 1.Ncup. C'est également la deuxième épreuve de l'UCI Coupe des Nations U23 2016.
L'épreuve a été remportée lors d'un sprint à quatre coureurs par le Danois Mads Pedersen (Équipe nationale du Danemark espoirs) respectivement devant le Norvégien Anders Skaarseth (Équipe nationale de Norvège espoirs) et le Britannique Gabriel Cullaigh (Équipe nationale du Royaume-Uni espoirs).

## Présentation

### Équipes
Classé en catégorie 1.Ncup de l'UCI Europe Tour, Gand-Wevelgem espoirs est par conséquent ouvert aux équipes nationales et aux équipes mixtes.
Vingt-sept équipes participent à ce Gand-Wevelgem espoirs - dix-neuf équipes nationales et huit équipes régionales et de clubs :
| Équipes nationales                      | Équipes nationales | Équipes nationales |
| Nom de l'équipe                         | Pays               | Code               |
| --------------------------------------- | ------------------ | ------------------ |
| Équipe nationale d'Allemagne espoirs    | Allemagne          | GER                |
| Équipe nationale d'Australie espoirs    | Australie          | AUS                |
| Équipe nationale de Belgique espoirs    | Belgique           | BEL                |
| Équipe nationale du Danemark espoirs    | Danemark           | DEN                |
| Équipe nationale d'Estonie espoirs      | Estonie            | EST                |
| Équipe nationale des États-Unis espoirs | États-Unis         | USA                |
| Équipe nationale de France espoirs      | France             | FRA                |
| Équipe nationale d'Irlande espoirs      | Irlande            | IRL                |
| Équipe nationale d'Italie espoirs       | Italie             | ITA                |
| Équipe nationale du Japon espoirs       | Japon              | JPN                |
| Équipe nationale du Kazakhstan espoirs  | Kazakhstan         | KAZ                |
| Équipe nationale de Lituanie espoirs    | Lituanie           | LTU                |
| Équipe nationale du Luxembourg espoirs  | Luxembourg         | LUX                |
| Équipe nationale de Norvège espoirs     | Norvège            | NOR                |
| Équipe nationale des Pays-Bas espoirs   | Pays-Bas           | NED                |
| Équipe nationale du Royaume-Uni espoirs | Royaume-Uni        | GBR                |
| Équipe nationale de Russie espoirs      | Russie             | RUS                |
| Équipe nationale de Slovaquie espoirs   | Slovaquie          | SVK                |
| Équipe nationale de Slovénie espoirs    | Slovénie           | SLO                |

| Équipes régionales et de clubs          | Équipes régionales et de clubs | Équipes régionales et de clubs |
| Nom de l'équipe                         | Pays                           | Code                           |
| --------------------------------------- | ------------------------------ | ------------------------------ |
| Équipe régionale d'Anvers               | Belgique                       | -                              |
| Équipe régionale du Brabant flamand     | Belgique                       | -                              |
| Équipe régionale de Flandre-Occidentale | Belgique                       | -                              |
| Équipe régionale de Flandre-Orientale   | Belgique                       | -                              |
| Équipe régionale du Limbourg            | Belgique                       | -                              |
| Équipe régionale du Nord-Pas-de-Calais  | France                         | -                              |
| Équipe régionale de Wallonie            | Belgique                       | -                              |
| Équipe régionale de Zuid-West-Nederland | Pays-Bas                       | -                              |

## Classements

### Classement final
| Classement final | Classement final          | Classement final | Classement final                        | Classement final   |
|                  | Coureur                   | Pays             | Équipe                                  | Temps              |
| ---------------- | ------------------------- | ---------------- | --------------------------------------- | ------------------ |
| 1er              | Mads Pedersen             | Danemark         | Équipe nationale du Danemark espoirs    | en 4 h 30 min 50 s |
| 2e               | Anders Skaarseth          | Norvège          | Équipe nationale de Norvège espoirs     | + 0 s              |
| 3e               | Gabriel Cullaigh          | Royaume-Uni      | Équipe nationale du Royaume-Uni espoirs | + 0 s              |
| 4e               | David Per                 | Slovénie         | Équipe nationale de Slovénie espoirs    | + 0 s              |
| 5e               | Élie Gesbert              | France           | Équipe nationale de France espoirs      | + 8 s              |
| 6e               | Pascal Ackermann          | Allemagne        | Équipe nationale d'Allemagne espoirs    | + 15 s             |
| 7e               | Oliver Wood               | Royaume-Uni      | Équipe nationale du Royaume-Uni espoirs | + 15 s             |
| 8e               | Michael Carbel Svendgaard | Danemark         | Équipe nationale du Danemark espoirs    | + 15 s             |
| 9e               | Kristoffer Halvorsen      | Norvège          | Équipe nationale de Norvège espoirs     | + 15 s             |
| 10e              | Phil Bauhaus              | Allemagne        | Équipe nationale d'Allemagne espoirs    | + 15 s             |
| modifier         |                           |                  |                                         |                    |

### Classement de l'UCI Coupe des Nations U23 2016
Ci-dessous, le classement de l'UCI Coupe des Nations U23 à l'issue de la deuxième épreuve.
| Rang | Pays        | Points |
| ---- | ----------- | ------ |
| 1    | Danemark    | 20     |
| 2    | Norvège     | 17     |
| 3    | Royaume-Uni | 15     |
| 4    | Slovénie    | 13     |
| 5    | France      | 11     |
| 6    | Allemagne   | 10     |
| 7    | Iran        | 8      |
| 8    | Viêt Nam    | 5      |
| 9    | Belgique    | 4      |
| 10   | Pays-Bas    | 3      |

### UCI Europe Tour
Ce Gand-Wevelgem espoirs attribue des points pour l'UCI Europe Tour 2016, par équipes seulement aux coureurs des équipes continentales professionnelles et continentales, individuellement à tous les coureurs sauf ceux faisant partie d'une équipe ayant un label WorldTeam.
| Position           | 1er | 2e | 3e | 4e | 5e | 6e | 7e | 8e | 9e | 10e |
| Classement général | 70  | 55 | 40 | 30 | 25 | 20 | 15 | 10 | 5  | 3   |

## Liste des participants
- Liste de départ complète

| Légende | Légende                                                                    | Légende | Légende                                                    |
| ------- | -------------------------------------------------------------------------- | ------- | ---------------------------------------------------------- |
| Num     | Dossard de départ porté par le coureur sur ce Gand-Wevelgem espoirs        | Pos     | Position à l'arrivée de la course                          |
|         | Indique un maillot de champion national ou mondial, suivi de sa spécialité | NP      | Indique un coureur qui n'a pas pris le départ de la course |
| AB      | Indique un coureur qui n'a pas terminé la course                           | HD      | Indique un coureur qui a terminé la course hors des délais |

| Équipe nationale de Belgique espoirs BEL | Équipe nationale de Belgique espoirs BEL | Équipe nationale de Belgique espoirs BEL |
| ---------------------------------------- | ---------------------------------------- | ---------------------------------------- |
| Num                                      | Coureur                                  | Pos                                      |
| 1                                        | Piet Allegaert (BEL)                     | 19e                                      |
| 2                                        | Franklin Six (BEL)                       | 22e                                      |
| 3                                        | Jordi Warlop (BEL)                       | 59e                                      |
| 4                                        | Edward Planckaert (BEL)                  | 12e                                      |
| 5                                        | Christophe Noppe (BEL)                   | 18e                                      |
| 6                                        | Senne Leysen (BEL)                       | 40e                                      |
| Directeur sportif : Jean-Pierre Dubois   |                                          |                                          |

| Équipe nationale d'Australie espoirs AUS | Équipe nationale d'Australie espoirs AUS | Équipe nationale d'Australie espoirs AUS |
| ---------------------------------------- | ---------------------------------------- | ---------------------------------------- |
| Num                                      | Coureur                                  | Pos                                      |
| 7                                        | Rohan Wight (AUS)                        | AB                                       |
| 8                                        | Lucas Hamilton (AUS)                     | 65e                                      |
| 9                                        | Jai Hindley (AUS)                        | 76e                                      |
| 10                                       | Samuel Jenner (AUS)                      | 66e                                      |
| 11                                       | Ben O'Connor (AUS)                       | 36e                                      |
| 12                                       | Michael Storer (AUS)                     | AB                                       |
| Directeur sportif : James Victor         |                                          |                                          |

| Équipe nationale du Danemark espoirs DEN | Équipe nationale du Danemark espoirs DEN | Équipe nationale du Danemark espoirs DEN |
| ---------------------------------------- | ---------------------------------------- | ---------------------------------------- |
| Num                                      | Coureur                                  | Pos                                      |
| 13                                       | Mads Pedersen (DEN)                      | 1er                                      |
| 14                                       | Michael Carbel Svendgaard (DEN)          | 8e                                       |
| 15                                       | Rune Almindsø (DEN)                      | AB                                       |
| 16                                       | Mikkel Honoré (DEN)                      | 51e                                      |
| 17                                       | Rasmus Bøgh Wallin (DEN)                 | 83e                                      |
| 18                                       | Andreas Stokbro (DEN)                    | 38e                                      |
| Directeur sportif : Anders Lund          |                                          |                                          |

| Équipe nationale d'Estonie espoirs EST | Équipe nationale d'Estonie espoirs EST | Équipe nationale d'Estonie espoirs EST |
| -------------------------------------- | -------------------------------------- | -------------------------------------- |
| Num                                    | Coureur                                | Pos                                    |
| 19                                     | Oskar Nisu (EST)                       | AB                                     |
| 20                                     | Aksel Nõmmela (EST)                    | 87e                                    |
| 21                                     | Ekke-Kaur Vosman (EST)                 | AB                                     |
| 22                                     | Peeter Pung (EST)                      | AB                                     |
| 23                                     | Norman Vahtra (EST)                    | 86e                                    |
| 24                                     | Karl Patrick Lauk (EST)                | AB                                     |
| Directeur sportif : Rene Mandri        |                                        |                                        |

| Équipe nationale de France espoirs FRA   | Équipe nationale de France espoirs FRA | Équipe nationale de France espoirs FRA |
| ---------------------------------------- | -------------------------------------- | -------------------------------------- |
| Num                                      | Coureur                                | Pos                                    |
| 25                                       | Élie Gesbert (FRA)                     | 5e                                     |
| 26                                       | Jérémy Lecroq (FRA)                    | 11e                                    |
| 27                                       | Félix Pouilly (FRA)                    | 28e                                    |
| 28                                       | Nans Peters (FRA)                      | 24e                                    |
| 29                                       | Simon Sellier (FRA)                    | 42e                                    |
| 30                                       | Damien Touzé (FRA)                     | 20e                                    |
| Directeur sportif : Pierre-Yves Chatelon |                                        |                                        |

| Équipe nationale du Royaume-Uni espoirs GBR | Équipe nationale du Royaume-Uni espoirs GBR | Équipe nationale du Royaume-Uni espoirs GBR |
| ------------------------------------------- | ------------------------------------------- | ------------------------------------------- |
| Num                                         | Coureur                                     | Pos                                         |
| 31                                          | Matthew Bostock (GBR)                       | 84e                                         |
| 32                                          | Oliver Wood (GBR)                           | 7e                                          |
| 33                                          | Mark Stewart (GBR)                          | 43e                                         |
| 34                                          | Gabriel Cullaigh (GBR)                      | 3e                                          |
| 35                                          | Michael Thomson (GBR)                       | 60e                                         |
| 36                                          | Jacob Scott (GBR)                           | 53e                                         |
| Directeur sportif : Keith Lambert           |                                             |                                             |

| Équipe nationale d'Allemagne espoirs GER | Équipe nationale d'Allemagne espoirs GER | Équipe nationale d'Allemagne espoirs GER |
| ---------------------------------------- | ---------------------------------------- | ---------------------------------------- |
| Num                                      | Coureur                                  | Pos                                      |
| 37                                       | Phil Bauhaus (GER)                       | 10e                                      |
| 38                                       | Jonas Bokeloh (GER)                      | 67e                                      |
| 39                                       | Maximilian Schachmann (GER)              | 26e                                      |
| 40                                       | Christian Koch (GER)                     | 46e                                      |
| 41                                       | Pascal Ackermann (GER)                   | 6e                                       |
| 42                                       | Carl Soballa (GER)                       | 94e                                      |
| Directeur sportif : Ralf Grabsch         |                                          |                                          |

| Équipe nationale d'Irlande espoirs IRL | Équipe nationale d'Irlande espoirs IRL | Équipe nationale d'Irlande espoirs IRL |
| -------------------------------------- | -------------------------------------- | -------------------------------------- |
| Num                                    | Coureur                                | Pos                                    |
| 43                                     | Edward Dunbar (IRL)                    | 34e                                    |
| 44                                     | Michael O'Loughlin (IRL)               | 61e                                    |
| 45                                     | Angus Fyffe (IRL)                      | 73e                                    |
| 46                                     | David Montgomery (IRL)                 | 52e                                    |
| 47                                     | Sean McKenna (IRL)                     | AB                                     |
| 48                                     | Matthew Teggart (IRL)                  | 70e                                    |
| Directeur sportif : Kurt Bogaerts      |                                        |                                        |

| Équipe nationale d'Italie espoirs ITA | Équipe nationale d'Italie espoirs ITA | Équipe nationale d'Italie espoirs ITA |
| ------------------------------------- | ------------------------------------- | ------------------------------------- |
| Num                                   | Coureur                               | Pos                                   |
| 49                                    | Edoardo Affini (ITA)                  | AB                                    |
| 50                                    | Oliviero Troia (ITA)                  | 17e                                   |
| 51                                    | Davide Ballerini (ITA)                | AB                                    |
| 52                                    | Niccolò Pacinotti (ITA)               | AB                                    |
| 53                                    | Simone Consonni (ITA)                 | 77e                                   |
| 54                                    | Riccardo Minali (ITA)                 | AB                                    |
| Directeur sportif : Marino Amadori    |                                       |                                       |

| Équipe nationale du Japon espoirs JPN | Équipe nationale du Japon espoirs JPN | Équipe nationale du Japon espoirs JPN |
| ------------------------------------- | ------------------------------------- | ------------------------------------- |
| Num                                   | Coureur                               | Pos                                   |
| 55                                    | Takeaki Amezawa (JPN)                 | 95e                                   |
| 56                                    | Yusuke Matsumoto (JPN)                | AB                                    |
| 57                                    | Yuri Kobashi (JPN)                    | AB                                    |
| 58                                    | Marino Kobayashi (JPN)                | AB                                    |
| 59                                    | Daiki Magosaki (JPN)                  | AB                                    |
| 60                                    | Suguru Tokuda (JPN)                   | AB                                    |
| Directeur sportif : Akira Asada       |                                       |                                       |

| Équipe nationale du Kazakhstan espoirs KAZ | Équipe nationale du Kazakhstan espoirs KAZ | Équipe nationale du Kazakhstan espoirs KAZ |
| ------------------------------------------ | ------------------------------------------ | ------------------------------------------ |
| Num                                        | Coureur                                    | Pos                                        |
| 61                                         | Grigoriy Shtein (KAZ)                      | 16e                                        |
| 62                                         | Sergey Luchshenko (KAZ)                    | 47e                                        |
| 63                                         | Stepan Astafyev (KAZ)                      | 54e                                        |
| 64                                         | Anton Kuzmin (KAZ)                         | 62e                                        |
| 65                                         | Yuriy Natarov (KAZ)                        | 41e                                        |
| 66                                         | Yevgeniy Gidich (KAZ)                      | 50e                                        |
| Directeur sportif : Kairat Baigudinov      |                                            |                                            |

| Équipe nationale de Lituanie espoirs LTU | Équipe nationale de Lituanie espoirs LTU | Équipe nationale de Lituanie espoirs LTU |
| ---------------------------------------- | ---------------------------------------- | ---------------------------------------- |
| Num                                      | Coureur                                  | Pos                                      |
| 67                                       | Mykolas Račiūnas (LTU)                   | 79e                                      |
| 68                                       | Jurgis Taučius (LTU)                     | AB                                       |
| 69                                       |                                          |                                          |
| 70                                       | Jonas Ališauskas (LTU)                   | AB                                       |
| 71                                       | Justas Beniušis (LTU)                    | 85e                                      |
| 72                                       | Airidas Videika (LTU)                    | AB                                       |
| Directeur sportif : Deividas Vileniškis  |                                          |                                          |

| Équipe nationale du Luxembourg espoirs LUX | Équipe nationale du Luxembourg espoirs LUX | Équipe nationale du Luxembourg espoirs LUX |
| ------------------------------------------ | ------------------------------------------ | ------------------------------------------ |
| Num                                        | Coureur                                    | Pos                                        |
| 73                                         | Tom Wirtgen (LUX)                          | 88e                                        |
| 74                                         | Sandro Dostert (LUX)                       | AB                                         |
| 75                                         | Pit Leyder (LUX)                           | AB                                         |
| 76                                         | Pit Milbert (LUX)                          | AB                                         |
| 77                                         | Tiago Da Silva (LUX)                       | 89e                                        |
| 78                                         | Ivan Centrone (LUX)                        | 93e                                        |
| Directeur sportif : Bernhard Baldinger     |                                            |                                            |

| Équipe nationale des Pays-Bas espoirs NED | Équipe nationale des Pays-Bas espoirs NED | Équipe nationale des Pays-Bas espoirs NED |
| ----------------------------------------- | ----------------------------------------- | ----------------------------------------- |
| Num                                       | Coureur                                   | Pos                                       |
| 79                                        | Jan Maas (NED)                            | 14e                                       |
| 80                                        | Lennard Hofstede (NED)                    | 23e                                       |
| 81                                        | Hartthijs de Vries (NED)                  | 13e                                       |
| 82                                        | Fabio Jakobsen (NED)                      | 44e                                       |
| 83                                        | Marten Kooistra (NED)                     | 96e                                       |
| 84                                        | Bram Welten (NED)                         | 39e                                       |
| Directeur sportif : Richard Groenendaal   |                                           |                                           |

| Équipe nationale de Norvège espoirs NOR | Équipe nationale de Norvège espoirs NOR | Équipe nationale de Norvège espoirs NOR |
| --------------------------------------- | --------------------------------------- | --------------------------------------- |
| Num                                     | Coureur                                 | Pos                                     |
| 85                                      | Anders Skaarseth (NOR)                  | 2e                                      |
| 86                                      | Tobias Foss (NOR)                       | 81e                                     |
| 87                                      | Oivind Lukkedal (NOR)                   | AB                                      |
| 88                                      | Petter Theodorsen (NOR)                 | 30e                                     |
| 89                                      | Ole Forfang (NOR)                       | 27e                                     |
| 90                                      | Kristoffer Halvorsen (NOR)              | 9e                                      |
| Directeur sportif : Stig Kristiansen    |                                         |                                         |

| Équipe nationale de Russie espoirs RUS | Équipe nationale de Russie espoirs RUS | Équipe nationale de Russie espoirs RUS |
| -------------------------------------- | -------------------------------------- | -------------------------------------- |
| Num                                    | Coureur                                | Pos                                    |
| 91                                     | Vladimir Ilchenko (RUS)                | AB                                     |
| 92                                     | Maksim Piskunov (RUS)                  | AB                                     |
| 93                                     | Artem Nych (RUS)                       | 21e                                    |
| 94                                     | Alexey Kurbatov (RUS)                  | AB                                     |
| 95                                     | Pavel Sivakov (RUS)                    | 57e                                    |
| 96                                     | Roman Kustadinchev (RUS)               | 35e                                    |
| Directeur sportif : Irakli Abramyan    |                                        |                                        |

| Équipe nationale de Slovaquie espoirs SVK | Équipe nationale de Slovaquie espoirs SVK | Équipe nationale de Slovaquie espoirs SVK |
| ----------------------------------------- | ----------------------------------------- | ----------------------------------------- |
| Num                                       | Coureur                                   | Pos                                       |
| 97                                        | Ľuboš Malovec (SVK)                       | 92e                                       |
| 98                                        | Juraj Bellan (SVK)                        | AB                                        |
| 99                                        | Tomáš Harag (SVK)                         | AB                                        |
| 100                                       | Andrej Strmiska (SVK)                     | AB                                        |
| 101                                       | Kristian Zimany (SVK)                     | 80e                                       |
| 102                                       | Matej Krajicek (SVK)                      | AB                                        |
| Directeur sportif : Martin Riška          |                                           |                                           |

| Équipe nationale de Slovénie espoirs SLO | Équipe nationale de Slovénie espoirs SLO | Équipe nationale de Slovénie espoirs SLO |
| ---------------------------------------- | ---------------------------------------- | ---------------------------------------- |
| Num                                      | Coureur                                  | Pos                                      |
| 103                                      | Gašper Katrašnik (SLO)                   | 31e                                      |
| 104                                      | David Per (SLO)                          | 4e                                       |
| 105                                      | Matic Grošelj (SLO)                      | 48e                                      |
| 106                                      | Martin Otoničar (SLO)                    | 32e                                      |
| 107                                      | Žiga Ručigaj (SLO)                       | 72e                                      |
| 108                                      | Jernej Švab (SLO)                        | 49e                                      |
| Directeur sportif : Martin Hvastija      |                                          |                                          |

| Équipe nationale des États-Unis espoirs USA | Équipe nationale des États-Unis espoirs USA | Équipe nationale des États-Unis espoirs USA |
| ------------------------------------------- | ------------------------------------------- | ------------------------------------------- |
| Num                                         | Coureur                                     | Pos                                         |
| 109                                         | Tyler Williams (USA)                        | 56e                                         |
| 110                                         | Gregory Daniel (USA)                        | 58e                                         |
| 111                                         | Stephen Bassett (USA)                       | 75e                                         |
| 112                                         | Colin Joyce (USA)                           | 45e                                         |
| 113                                         | Sean Bennett (USA)                          | 97e                                         |
| 114                                         | Miguel Bryon (USA)                          | AB                                          |
| Directeur sportif : Michael Sayers          |                                             |                                             |

| Équipe régionale d'Anvers -   | Équipe régionale d'Anvers - | Équipe régionale d'Anvers - |
| ----------------------------- | --------------------------- | --------------------------- |
| Num                           | Coureur                     | Pos                         |
| 115                           | Alexander Cools (BEL)       | AB                          |
| 116                           | Kenneth Geerts (BEL)        | AB                          |
| 117                           | Julian Mertens (BEL)        | AB                          |
| 118                           | Joran Michielsen (BEL)      | AB                          |
| 119                           | Enzo Wouters (BEL)          | 74e                         |
| 120                           | Jordi Van Dingenen (BEL)    | 55e                         |
| Directeur sportif : Wim Arras |                             |                             |

| Équipe régionale du Limbourg -      | Équipe régionale du Limbourg - | Équipe régionale du Limbourg - |
| ----------------------------------- | ------------------------------ | ------------------------------ |
| Num                                 | Coureur                        | Pos                            |
| 121                                 | Alexander Geuens (BEL)         | 29e                            |
| 122                                 | Dries Lehaen (BEL)             | 91e                            |
| 123                                 |                                |                                |
| 124                                 | Wesley Widar (BEL)             | AB                             |
| 125                                 | Jari Snyers (BEL)              | AB                             |
| 126                                 | Massimo Vanderaerden (BEL)     | AB                             |
| Directeur sportif : Annelien Bollen |                                |                                |

| Équipe régionale de Flandre-Occidentale - | Équipe régionale de Flandre-Occidentale - | Équipe régionale de Flandre-Occidentale - |
| ----------------------------------------- | ----------------------------------------- | ----------------------------------------- |
| Num                                       | Coureur                                   | Pos                                       |
| 127                                       | Ayton Muys (BEL)                          | AB                                        |
| 128                                       | Julien Van Den Brande (BEL)               | AB                                        |
| 129                                       | Robbe Van Damme (BEL)                     | AB                                        |
| 130                                       | Célestin Leyman (BEL)                     | 63e                                       |
| 131                                       | Guillaume Seye (BEL)                      | AB                                        |
| 132                                       | Bryan Boussaer (BEL)                      | 78e                                       |
| Directeur sportif : Bert Scheirlinckx     |                                           |                                           |

| Équipe régionale du Brabant flamand -      | Équipe régionale du Brabant flamand - | Équipe régionale du Brabant flamand - |
| ------------------------------------------ | ------------------------------------- | ------------------------------------- |
| Num                                        | Coureur                               | Pos                                   |
| 133                                        |                                       |                                       |
| 134                                        | Lars Haverals (BEL)                   | 37e                                   |
| 135                                        | Glenn Debruyne (BEL)                  | 82e                                   |
| 136                                        | Tom Verhaegen (BEL)                   | 90e                                   |
| 137                                        | Boris Van Renterghem (BEL)            | AB                                    |
| 138                                        | Alex Toelen (BEL)                     | AB                                    |
| Directeur sportif : Daniel Van Oosterwijck |                                       |                                       |

| Équipe régionale de Flandre-Orientale - | Équipe régionale de Flandre-Orientale - | Équipe régionale de Flandre-Orientale - |
| --------------------------------------- | --------------------------------------- | --------------------------------------- |
| Num                                     | Coureur                                 | Pos                                     |
| 139                                     | Stan Dewulf (BEL)                       | 25e                                     |
| 140                                     | Benjamin Declercq (BEL)                 | 15e                                     |
| 141                                     | Jan Logier (BEL)                        | 68e                                     |
| 142                                     | Jordy Vanmeenen (BEL)                   | AB                                      |
| 143                                     | Michiel Stockman (BEL)                  | 69e                                     |
| 144                                     | Gilles Coorevits (BEL)                  | AB                                      |
| Directeur sportif : Kristof Vercouillie |                                         |                                         |

| Équipe régionale de Wallonie -   | Équipe régionale de Wallonie - | Équipe régionale de Wallonie - |
| -------------------------------- | ------------------------------ | ------------------------------ |
| Num                              | Coureur                        | Pos                            |
| 145                              | Thomas Deruette (BEL)          | 64e                            |
| 146                              | Jimmy Duquennoy (BEL)          | AB                             |
| 147                              | Johan Hemroulle (BEL)          | AB                             |
| 148                              | Maximilien Picoux (BEL)        | AB                             |
| 149                              | Antoine Loy (BEL)              | 33e                            |
| 150                              | Lionel Taminiaux (BEL)         | AB                             |
| Directeur sportif : Luc Fontaine |                                |                                |

| Équipe régionale du Nord-Pas-de-Calais - | Équipe régionale du Nord-Pas-de-Calais - | Équipe régionale du Nord-Pas-de-Calais - |
| ---------------------------------------- | ---------------------------------------- | ---------------------------------------- |
| Num                                      | Coureur                                  | Pos                                      |
| 151                                      | Pierre Haudiquet (FRA)                   | AB                                       |
| 152                                      | Charles Dourles (FRA)                    | AB                                       |
| 153                                      | Raphaël Garez (FRA)                      | AB                                       |
| 154                                      | Pierre Hubeau (FRA)                      | AB                                       |
| 155                                      |                                          |                                          |
| 156                                      | Antoine Saison (FRA)                     | AB                                       |
| Directeur sportif : Frédéric Limousin    |                                          |                                          |

| Équipe régionale de Zuid-West-Nederland - | Équipe régionale de Zuid-West-Nederland - | Équipe régionale de Zuid-West-Nederland - |
| ----------------------------------------- | ----------------------------------------- | ----------------------------------------- |
| Num                                       | Coureur                                   | Pos                                       |
| 157                                       | Rob van Broekhoven (NED)                  | 71e                                       |
| 158                                       | Koen van de Klundert (NED)                | AB                                        |
| 159                                       | Alain de Smit (NED)                       | AB                                        |
| 160                                       | Danos Gerritsen (NED)                     | AB                                        |
| 161                                       | Robbert Keus (NED)                        | AB                                        |
| 162                                       | Julian Stolk (NED)                        | AB                                        |
| Directeur sportif : Kor Heus              |                                           |                                           |